# Frankdicksonit
Frankdicksonit (Radtke, Brown 1974), chemický vzorec BaF2, je krychlový minerál. Tvoří až 2 mm velká zrna a až 4 mm velké kubické krystaly s plochami {100}. Je bezbarvý, průhledný až průsvitný se skelným leskem a dokonalou štěpností podle {111}. T=3, h=4,89. Silně modrofialově září v katogovém záření, snadno se rozpouští. Nalezen na ložisku Carlin (Nevada, USA).